# Zalvės pelkė
Zalvės pelkė este o arie protejată (arie specială de conservare — SAC, sit de importanță comunitară — SCI) din Lituania întinsă pe o suprafață de 18,59 ha, integral pe uscat.

## Localizare
Centrul sitului Zalvės pelkė este situat la coordonatele 55°49′07″N 25°52′48″E / 55.8185°N 25.88°E.

## Înființare
Situl Zalvės pelkė a fost declarat sit de importanță comunitară în mai 2005 pentru a proteja 2 specii de plante. Situl a fost protejat și ca arie specială de conservare în august 2020.

## Biodiversitate
Situată în ecoregiunea boreală, aria protejată conține 4 habitate naturale: Lacuri eutrofice naturale cu vegetație de tip Magnopotamion sau Hydrocharition, Izvoare fino-scandinave și mlaștini produse de izvoare bogate în minerale, Păduri caducifoliate de mlaștină fino-scandinave, Păduri aluvionare cu Alnus glutinosa și Fraxinus excelsior (Alno-Padion, Alnion incanae, Salicion albae).
La baza desemnării sitului se află mai multe specii protejate de  plante (2): moșișoare (Liparis loeselii), ochii-șoricelului (Saxifraga hirculus).
Pe lângă speciile protejate, pe teritoriul sitului au mai fost identificate 3 specii de plante, 1 specie de păsări.